# Reganochromis calliurus
Reganochromis calliurus là loài cá nước ngọt nhiệt đới duy nhất của chi Reganochromis thuộc họ Cá hoàng đế. Loài này được mô tả lần đầu tiên vào năm 1901.
Tên của loài này (chính xác hơn là chi này) được đặt theo tên của nhà ngư học Charles Tate Regan để vinh danh ông.

## Phân bố và môi trường sống
P. philander là loài đặc hữu của hồ Tanganyika, thuộc địa phận của các quốc gia: Burundi, Congo, Tanzania, Zambia. Loài này được phân bố rộng khắp hồ. P. philander ưa sống ở vùng nước sâu có đáy cát hoặc bùn, thường khoảng 60 m trở lên; ưa trong môi trường nước có độ pH vào khoảng 7,0 - 8,5 và nhiệt độ từ 23 đến 28 °C.

## Mô tả
P. philander trưởng thành dài khoảng 15 cm, thân dẹt và dài. P. philander có đầu nhỏ, miệng hướng lên và hơi cao do hàm dưới nhô ra. Thân của P. philander có màu xám bạc với các hàng vảy bóng. Vây lưng có 14 đến 18 vây tia; vây đuôi có hình quạt. Phần sau của vây lưng và hậu môn, cũng như vây đuôi có màu vàng / đen.
Thức ăn chủ yếu của loài này là côn trùng, rong rêu, sinh vật phù du, cá nhỏ, nhưng chủ yếu là tôm. Cá mái có thể sinh 60 - 200, có khi hơn 300. Cá bố và cá mẹ đều bảo trứng và cá con trong miệng. Sau khoảng 3 tuần, cá con sẽ rời xa bố mẹ.
P. philander có thể được nuôi làm cảnh. Nên sử dụng cát để làm đáy hồ để cá có thể dễ tìm thức ăn; tránh dùng đá dăm sắc nhọn.